# Ḍ
Das Ḍ (kleingeschrieben ḍ) ist ein Buchstabe des lateinischen Schriftsystems. Er besteht aus einem D mit Unterpunktakzent.
In der modernen sizilianischen Orthographie der Cademia Siciliana bezeichnet es den stimmhaften retroflexen Plosiv – IPA: ɖ – der nur verdoppelt (geminiert), also als [ɖɖ] bzw. [ɖː] vorkommt, z. B. im Wort beḍḍu/-a „der/die/das (dort)“.
Der Buchstabe ist im Afrika-Alphabet enthalten und wird in einigen afrikanischen Alphabeten als Alternative zum Buchstaben Ɗ zur Darstellung des stimmhaften alveolaren Implosivs verwendet, so z. B. in einigen der ijoiden Sprachen oder im Degema.
Im O'odham wird das Ḍ ebenfalls verwendet. Dort steht es für den stimmhaften retroflexen Plosiv (IPA: /ɖ/).
Weiterhin wird der Buchstab in einigen Transliterationssystemen eingesetzt. In der DMG-Umschrift zur Umschreibung der arabischen Sprache steht der Buchstabe für ein emphatisches D und transliteriert den arabischen Buchstaben ض. Der Buchstabe wird auch in ISO 15919 eingesetzt, dort steht der Buchstabe für den stimmhaften retroflexen Plosiv, welcher in den indischen Schriften ड/ড/ਡ/ડ/ଡ/డ/ಡ/ഡ/ඩ geschrieben wird.

## Darstellung auf dem Computer
Unicode enthält das Ḍ an den Codepunkten U+1E0C (Großbuchstabe) und U+1E0D (Kleinbuchstabe).
In TeX kann man das Ḍ durch den Befehl \d D bzw. \d d bilden.